# Teatre Antonín Dvořák
El teatre Antonín Dvořák (en txec Divadlo Antonína Dvořáka) és un teatre d'òpera a Ostrava, República Txeca, que es va inaugurar el 1907. Des de 1919 ha estat una de les dues sales permanents del Teatre Nacional de Moràvia-Silèsia.

## Noms del teatre

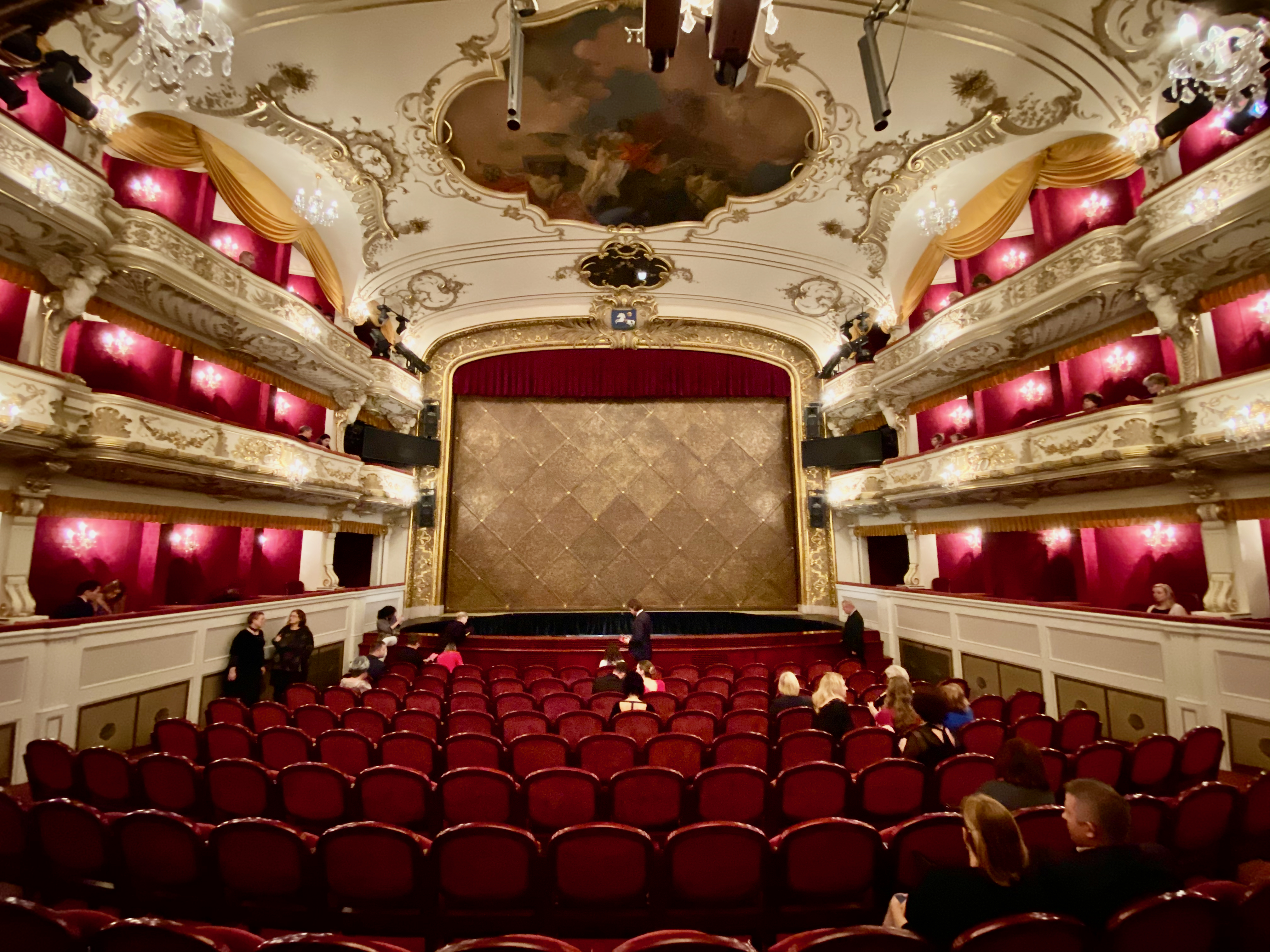
Platea

- Stadttheater Mährisch Ostrau / Teatre municipal de Moràvia Ostrava (Městské divadlo v Moravské Ostravě, 1907-1945)
- Teatre regional d'Ostrava (Divadlo v Ostravě, 1945-1948)
- Teatre Zdeněk Nejedlý (Divadlo Zdeňka Nejedlého), que formava part del teatre estatal d'Ostrava (Státního divadla v Ostravě, 1948-1990)
- Teatre Antonín Dvořák (Divadlo Antonína Dvořáka, des del 1990), que forma part del Teatre Nacional de Moràvia-Silèsia (Národního divadla moravskoslezského) (antic Teatre Estatal d'Státního divadla v Ostravě, Státního divadla v Ostravě) des de 1995)[1]